# Куратешти (Калараш)
Куратешти (рум. Curătești) насеље је у Румунији у округу Калараш у општини Фрасинет. Oпштина се налази на надморској висини од 39 m.

## Становништво
Према подацима из 2002. године у насељу је живело 157 становника, од којих су сви румунске националности.